# Alain Meilland
 (janvier 2018).
Pour les articles homonymes, voir Meilland (homonymie).
Alain Meilland, né le 15 février 1948 à Feurs (Loire) et mort le 15 octobre 2017 à Bourges,, est un chanteur, comédien, metteur en scène français, libertaire, et le cofondateur du Printemps de Bourges.
Originaire de Saint-Étienne, il débute sur scène aux côtés de Bernard Lavilliers et entre à l’école d’art dramatique de la Comédie de Saint-Étienne. Élève de Jean Dasté son itinéraire théâtral lui permet de travailler avec des metteurs en scène comme Antoine Vitez, Edmond Tamiz, Jacques Kraemer, Pierre Vial ou Roger Planchon. Mais le lien qu’il établit très tôt entre théâtre et chanson est dû à sa rencontre en mars 1968 avec Léo Ferré qui vient de se séparer de sa femme Madeleine. Une rencontre qui va conditionner toute sa vie et sa carrière artistique.
Il rejoint en 1971 la Maison de la Culture de Bourges où il est chargé du premier secteur chanson en France dans un établissement culturel. Il travaille tout particulièrement avec l’équipe de Léo Ferré : Paul Castanier, son pianiste et Maurice Frot, son secrétaire. Il en résultera plusieurs disques 33 tours (Meilland chante Frot-Castanier en 1975, Mangiamerda en 1977, La Voix des Mots en 1978), et des spectacles (Les travailleurs de la Nuit en 1978). En 1976, Maurice Frot présente Daniel Colling à Alain Meilland et les trois hommes vont être dans un premier temps, et ensuite avec Daniel Bornet (manager de Malicorne) à l’origine de la création de la Société civile d'Artistes associés « Écoute s’il pleut », puis seront tous trois cofondateurs du premier festival chanson : le Printemps de Bourges.
À la suite d’une étude qui lui a été commandée par Jack Lang sur la place de la chanson dans l’action culturelle en 1981, Alain Meilland sera nommé par le ministre de la culture directeur du Centre régional de la chanson de Bourges. En 1986, Alain Meilland est récompensé par le Prix de l’Académie Charles Cros (catégorie patrimoine) pour le disque 33 t Les Cent Printemps des Poètes réalisé avec la participation de Gérard Pierron et Michel Grange.

## Biographie

### Adolescence (1963-1966)
Alain Meilland a grandi à Saint-Étienne et, très tôt, il est attiré par le monde du spectacle. Tout petit, quand on lui demandait ce qu’il voudrait faire quand il serait grand, il répondait très sérieusement : « clown ». Il est en troisième au Lycée Claude Fauriel quand il hérite d’une première guitare sur laquelle il s’exerce à chanter Georges Brassens, Jacques Brel ou Hugues Aufray. C’est alors  qu’il découvre le disque 45 tours d’un chanteur de la rive gauche et entreprend d’interpréter ses compositions insolites. La Nature, Poubelle ou encore Ma concubine sont, de Jacques Serizier, les premières chansons d’un répertoire qu’il offre à ses copains de Lycée et qui lui permettent de se faire remarquer dans les concours de chanteurs amateurs qui s’organisent dans la région. Le lycée propose un atelier théâtre au sein duquel sont montées des pièces classiques mais Alain Meilland préfère suivre un jeune élève de terminale qui veut créer une troupe davantage anticonformiste : Stéphane Duk. C’est avec lui qu’il fera, à seize ans ses véritables débuts.

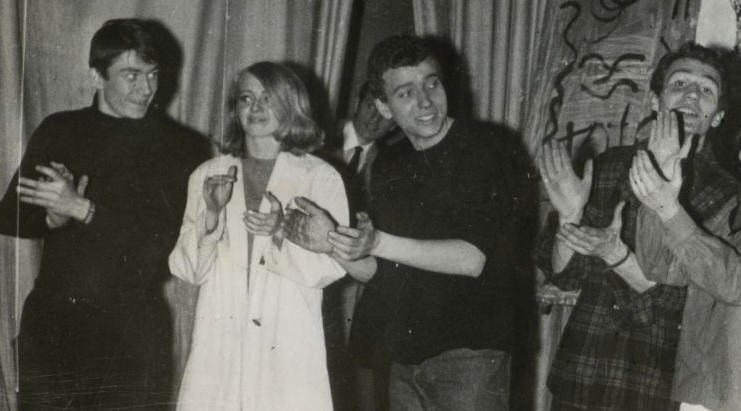
De gauche à droite, Alain Meilland, Michèle Hubert, Bernard Lavilliers, Stéphane Duk lors de la représentation de la troupe Duk "Nocturne", Saint-Étienne, mai 1965.

### Débuts (1964-1966)
Dans cette troupe, il est impressionné par un autre chanteur qui, lui aussi est stéphanois et, qui, lui aussi, fait ses premières prestations sur scène : Bernard Lavilliers. La troupe Duk propose une forme peu habituelle de spectacle pour l’époque : intitulé « Nocturne » ; il s’agit d’un montage de textes, de chansons, d’extraits de pièces. Un véritable « collage à la Prévert ». Cette façon de travailler et de créer en assemblant divers matériaux poétiques et musicaux le marquera profondément et sera une forme qu’il privilégiera tout au long de sa carrière. Il pratiquera également cet art du montage poétique au sein d’une autre équipe qui recevra le parrainage de Jacques Brel, un soir ou celui-ci chante à Saint-Étienne et rencontre, à l’issue de son spectacle, ce groupe qui a pris pour nom « La Troupe Rive Gauche ». Mais, dans son entourage, Alain Meilland rencontre d’autres passionnés de théâtre et de chanson qui lui font rapidement comprendre qu’un apprentissage est indispensable. Il est en première au Lycée du Mont quand il arrive à convaincre sa mère que les véritables cours qu’il entend suivre sont ceux qui sont proposés à L’École d’Art Dramatique de la Comédie de Saint-Étienne dirigée alors par Jean Dasté pionnier de la décentralisation théâtrale.

### Formation (1965)
Il a dix-sept ans quand il est reçu dans cette école que dirige Chattie Salaman et au sein de laquelle enseignent des professeurs tels que Pierre Vial, Prosper Diss, André Cellier et Michel Dubois. Après la présentation d’un spectacle de fin d’année, il est retenu avec un autre élève, André Marcon, pour rejoindre l’équipe du Centre Dramatique National. Il signe donc, avec la Comédie de Saint-Étienne Jean Dasté, son premier contrat professionnel en septembre 1967.

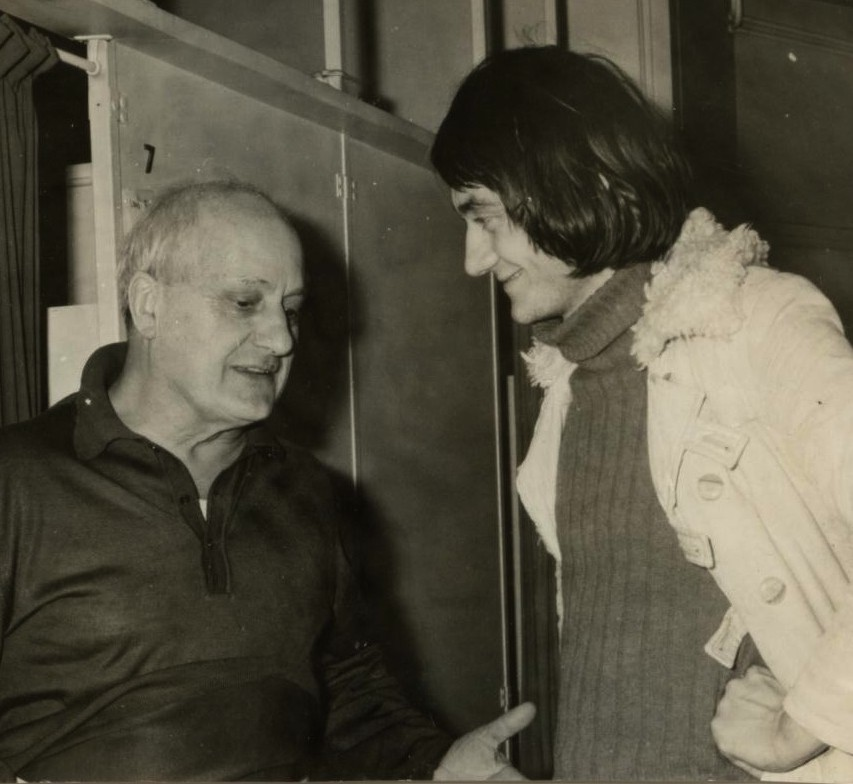
De gauche à droite, Jean Dasté le maître et Alain Meilland l'élève lors d'un passage du directeur de la Comédie de Saint-Étienne à la Maison de la Culture de Bourges en 1974.

### Premières créations (1965-1968)
En intégrant la troupe professionnelle de Jean Dasté, Alain Meilland  va travailler avec des metteurs en scène comme Edmond Tamiz, Pierre Vial, Antoine Vitez qui signe ses premières créations ainsi que Chattie Salaman pour une pièce d’Harold Pinter, pièce à deux personnages qu’il interprétera avec André Marcon.

### Rencontre avec Léo Ferré (1968)
Outre les créations théâtrales, la Comédie de Saint-Étienne accueille chaque saison pour une dizaine de représentations le récital d’un grand de la chanson. En mars 1968 ce sera Léo Ferré, une rencontre déterminante pour Alain Meilland d’autant qu’elle se situe à un moment tragique de la vie de Ferré (mort de Pépée son chimpanzé et séparation avec Madeleine Rabereau) qui reviendra en avril à Saint-Étienne préparer les orchestrations de son prochain album (Ferré68) et ce, à quelques semaines du début des événements de Mai 68.

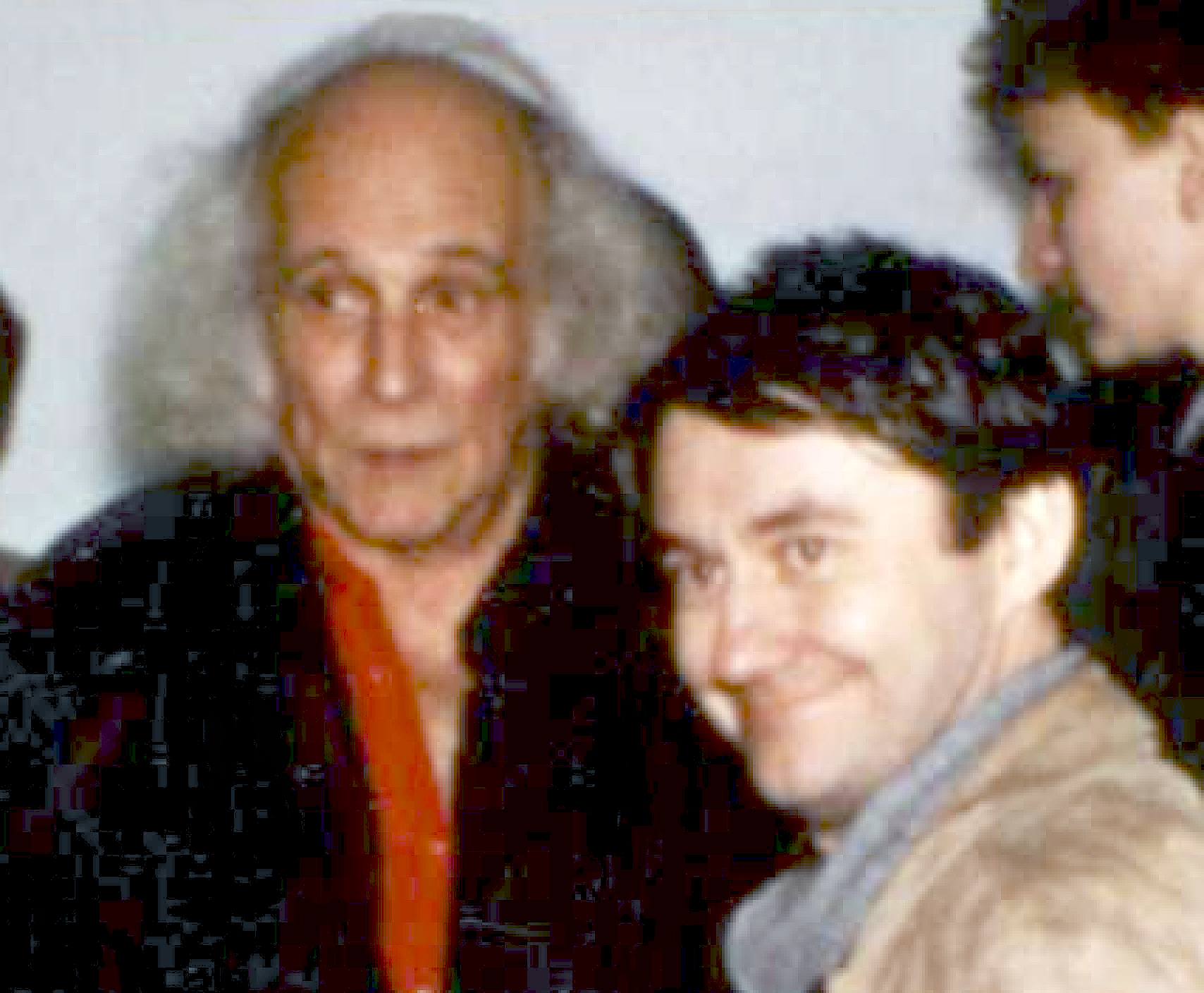
À droite, Alain Meilland aux côtés de Léo Ferré lors du Printemps de Bourges 1985.

### Influences (1965-1968)
Mai 68 et la fréquentation des milieux libertaires stéphanois, l’amitié tissée avec Léo Ferré, l’exemple de la décentralisation culturelle inculquée par Jean Dasté et cette manière de monter des « spectacles montages » inspirée de la Rive Gauche parisienne sont autant d’éléments qui vont être déterminants dans la carrière du jeune artiste qui ne se décide pas à choisir entre théâtre, chanson et mise en musique de poèmes, discipline qu’à l’exemple de Lavilliers et de Ferré il entreprend d’aborder.

### Composition musicale (1970)
L’occasion va lui être apportée par Jacques Kraemer, jeune directeur du Théâtre Populaire de Lorraine qui lui propose en 1971 d’écrire la musique de scène et les chansons de « Splendeur et misère de Minette la bonne lorraine » Alain Meilland profitera de son séjour en Lorraine pour composer une douzaine de musiques à partir des « Innocentines » de René de Obaldia et de présenter ses premiers tours de chants (il est encore seul sur scène et s’accompagne à la guitare) pendant le mois de la poésie et de la chanson au cours duquel il partage l’affiche avec Claude Vinci.
Il partage également la scène avec une troupe de chanteurs rencontrés dans les cabarets du vieux Lyon : Les Mulets : composée de Michel Grange, André Tavernier, Jehan David, Jean-Pierre Agazar, Michèle Bernard…

### Arrivée à Bourges (1971)
Après avoir tenu, en 1970, quelques petits rôles au cinéma et à la télévision, il est engagé à Bourges en janvier 1971. La Maison de la Culture de Bourges lui propose un contrat de trois mois pour interpréter une pièce de théâtre mais c’est finalement grâce à la chanson qu’il restera près de seize ans dans cette ville. Max Croce qui vient de prendre la succession difficile de directeur après le départ de Gabriel Monnet veut donner une nouvelle identité culturelle à la première Maison de la Culture de France et propose à Alain Meilland de créer un « secteur chanson » et d’en prendre la responsabilité. C’est la première fois qu’un établissement culturel s’ouvre, en France, à cet art trop souvent considéré comme mineur. Alain Meilland restera longtemps le seul « animateur chanson œuvrant dans une Maison de la Culture » en France. Léo Ferré vient saluer d’un récital cette initiative et le journaliste Maurice Pollein écrit dans la Nouvelle République  que cette nouvelle impulsion donnée aux variétés devrait aboutir à la naissance d’une grande manifestation nationale consacrée à la chanson.
Alain Meilland dirige ce secteur en appliquant pour l’expression chantée les trois grands principes fondateurs des Maisons de la Culture :
- La création : il créera, entre 1971 et 1981 une quinzaine de spectacles, pour la plupart des montages de textes et chansons consacrés soit à des auteurs (V..comme Vian Boris Vian, Les Pâques à New York Blaise Cendrars, Les routes et les sentiers de la poésie Paul Eluard…) soit à des thèmes (la Commune de Paris, l’histoire de France par la chanson). En 1976, le spectacle de théâtre musical qu'il créé "Deux mille ans de chanson" fera l'objet d'une procédure pour "outrage aux bonnes mœurs" à la demande d'un procureur de la république qui n'avait pas apprécié que l'équipe des comédiens-chanteurs qui animaient cette farce plutôt rabelaisienne s'en prennent à la condamnation qu'il avait lui-même obtenue à l'égard d'un pâtissier de Bourges, accusé de s'être inspiré d'une célèbre chanson de Pierre Perret et d'avoir "fabriqué, exposé et mis en vente des gâteaux en forme de verge portant l'inscription zizi" [14]. un gâteau qui offense la pudeur
- La diffusion : il invitera aux soirées cabaret qu’il organisera toute la « jeune chanson française »  (encore inconnus pour la plupart se succéderont dans ces programmes Maxime Leforestier, Brigitte Fontaine, Bernard Lavilliers, Font et Val…..)
- L’animation : il sillonnera, avec son complice Henri Barbier, les routes du Cher, de foyers ruraux en collèges, de lycées en comité d’entreprise pour présenter l’action qu’il mène au service de cet art qui lui est si essentiel.

### Premiers disques / premiers récitals (1972)

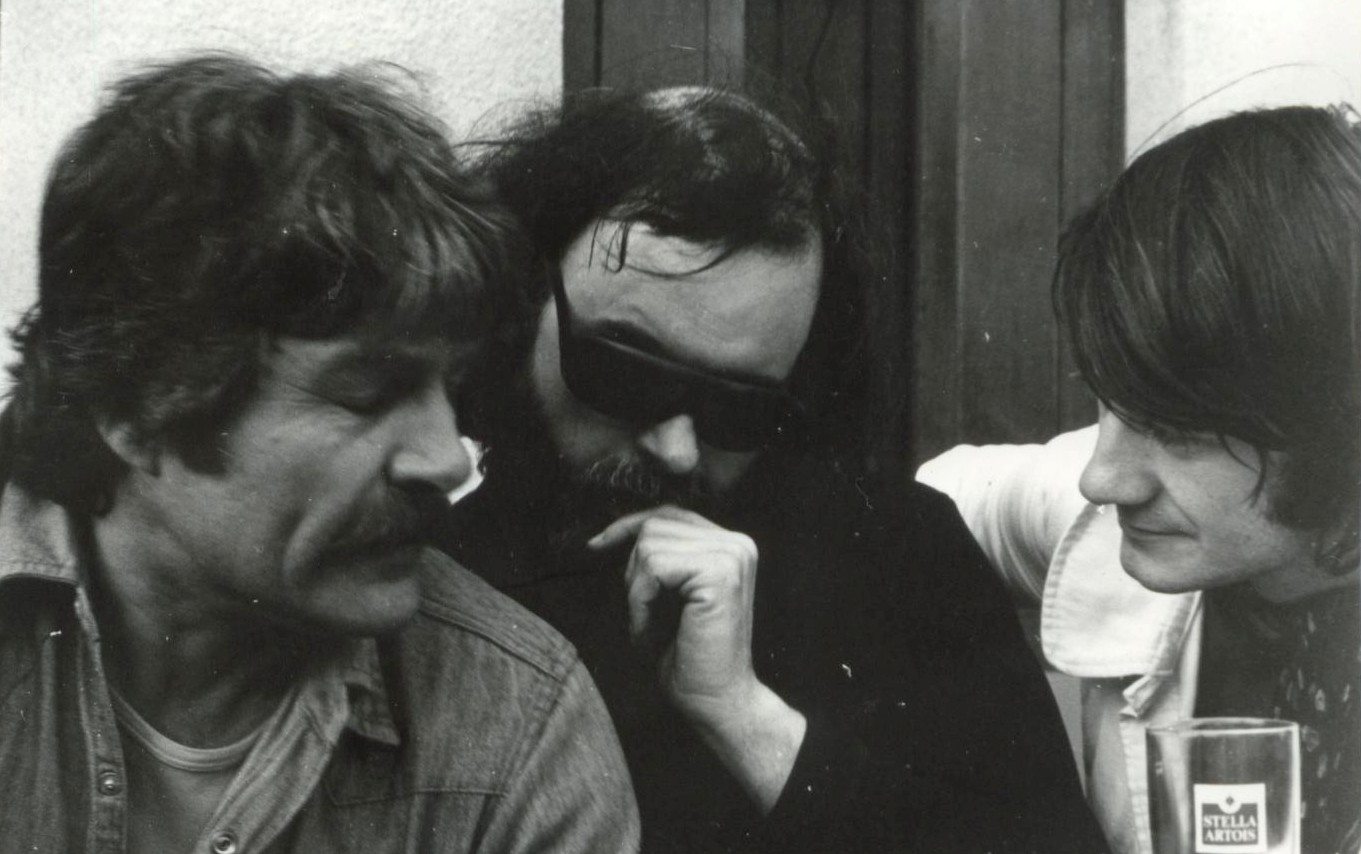
De gauche à droite, Maurice Frot - Paul Castanier - Alain Meilland lors de l'enregistrement du disque Meilland chante Frot Castanier.

Cette activité importante ne l’empêche pas, bien au contraire, d’écrire et de composer des chansons qu’il présente dans un premier temps au cours de nombreux récitals accompagnés par le guitariste Michel Roger (1972 à 1974) puis par le pianiste Paul Castanier qui, à partir de 1974 ne travaillera plus avec Léo Ferré et écrira, avec Maurice Frot une quinzaine de chansons interprétées par Alain Meilland.
Cette collaboration avec Frot et Castanier sera à l’origine de plusieurs disques, de l’écriture de plusieurs spectacles et du passage du chanteur Meilland dans de nombreuses manifestations importantes.

### Du dissident au militant (1973-1981)
On le retrouve sur les scènes de la fête du PSU et les galas de soutien à Amnesty International, il va participer aux côtés de nombreux artistes aux "six heures pour la presse libre ». Son répertoire comporte également des chansons où il prend nettement position contre « La Censure »  ou pour l’abolition de la peine de mort, .

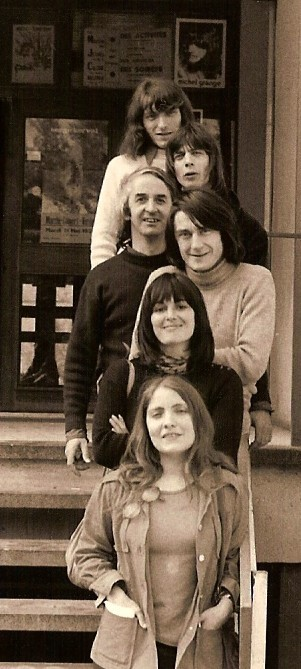
Le Collectif Azergues composé de : de haut en bas Michel Grange - André Tavernier - Michel Roger - Alain Meilland - Isabelle Fontana - Michèle Bernard en juin 1978.

Plus difficilement classable politiquement que certains chansonniers engagés traditionnellement à gauche son engagement contre toutes formes d’oppression le rapproche d’artistes avec lesquels il va souvent se produire : Font et Val, Henri Tachan, Leny Escudero et Renaud et sera, de ce fait, souvent qualifié dans la presse de chanteur libertaire. Quant aux ondes radiophoniques, seuls des animateurs comme Jean-François Kahn, Jean Louis Foulquier ou encore Marc Legras et Jacques Erwan s’aventurent à passer dans leurs émissions des titres aussi corrosifs que « Le Dissident »  ou Mangiamerda.
Cet engagement dépasse le seul cadre du tour de chant car Alain Meilland va s’avérer être un militant résolu pour que la chanson existe en dehors des circuits commerciaux, des hits parades et des grandes maisons de disques. Il va rejoindre ainsi plusieurs animateurs et chanteurs qui, dans les régions s’organisent pour une véritable reconnaissance de l’expression chantée, au sein de collectifs et d’associations telles que « Action Chanson » et « Prospective Chanson » dont le mot d’ordre sera « Tout le public a droit à toute la chanson ».

### D’Azergues à Écoute s’il pleut (1973-1976)
Avec ceux qui fondèrent la troupe des Mulets et que la presse chanson qualifiait de « bande des lyonnais », André Tavernier, Michel Grange, Alain Bert, Isabelle Fontana, Michel Roger, Michel Sohier et avec sa compagne Aline Chertier qui réalisa la plupart des décors de ses créations à la Maison de la Culture de Bourges, il crée le « Collectif Azergues » qui sera l’un des premiers labels indépendants de disques à voir le jour. Maurice Frot participera également à ce travail et exprime dans la préface du livre d’Aline Chertier « Trois Plus Une » édité par Azergues ce que représentait alors le combat de tous ces jeunes auteurs-compositeurs-interprètes pour être reconnus, de tous ces chanteurs qui constituèrent le courant de la « nouvelle chanson française ». Maurice Frot qui avait été le secrétaire de Léo Ferré avait, à l’occasion de la tournée « Ferré Charlebois » fait la connaissance d’un jeune organisateur nancéien de spectacles : Daniel Colling. Celui-ci s’inscrivait également dans cette démarche qui consistait à repenser autrement l’organisation du spectacle vivant et souhaitait, de son côté créer une agence d’artistes qui gèrerait différemment les contrats et les tournées des chanteurs et des musiciens. Frot fut donc l’instigateur d’une première rencontre Meilland/Colling et les trois hommes préparèrent, avec le soutien du directeur Jean-Christophe Dechico, une réunion qui se tint à la Maison de la Culture de Bourges (15 et 16 mai 1976) et posa les premières bases d’une agence artistique autogérée qui prit le nom d’Écoute s’il pleut.

### Printemps de Bourges: la naissance (1977)

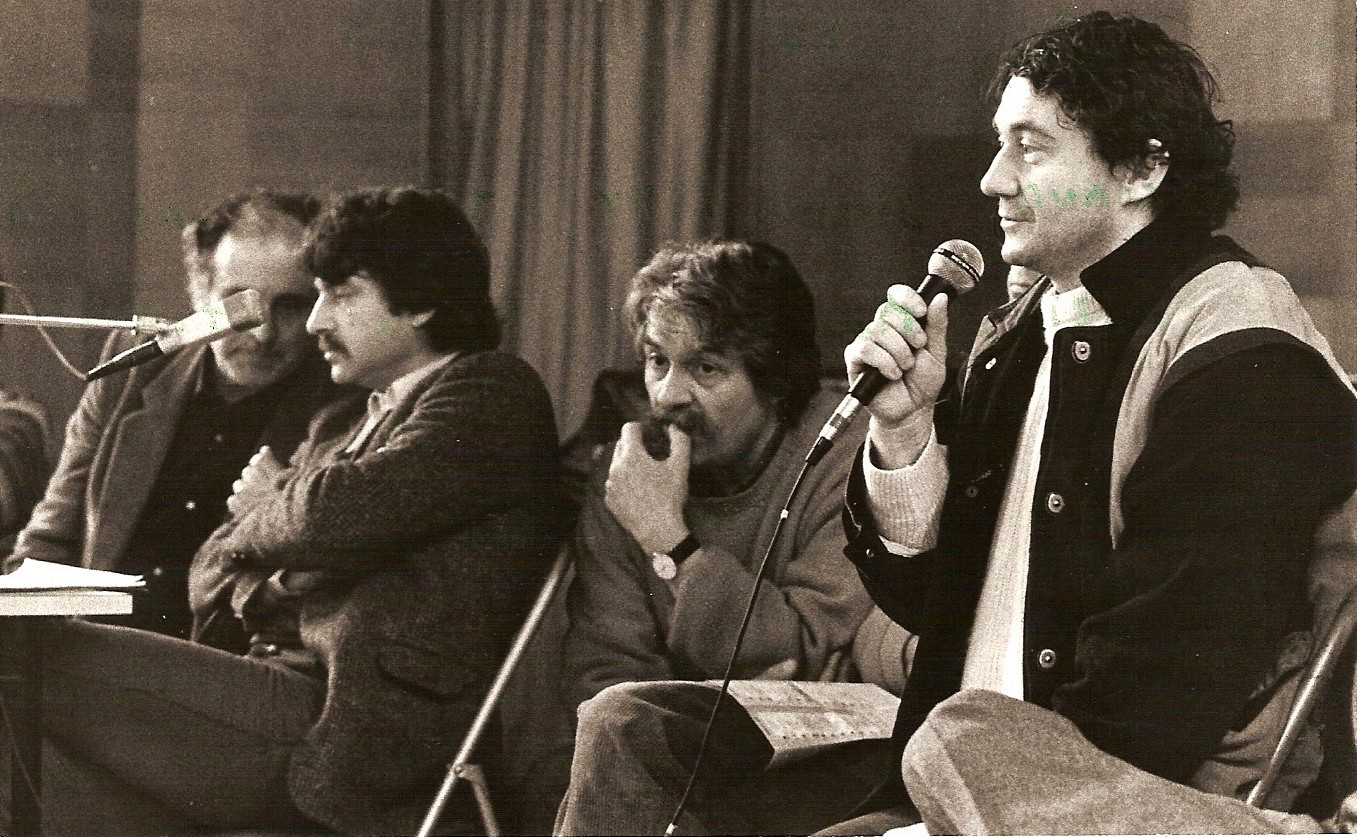
De gauche à droite : Maurice Pollein (Président de l'association pour un festival de la chanson) et les trois cofondateurs du Printemps de Bourges Daniel Colling - Maurice Frot - Alain Meilland lors d'une conférence de presse à Bourges en février 1984.

De Dick Annegarn à David Mac Neil en passant par Higelin, Lavilliers, Magma et Malicorne, la liste des artistes qui composent son premier catalogue (1976/1977) est assez unique dans le métier de la variété et dès l’été 1976, Écoute s’il pleut programme des concerts, des fêtes politiques (Fête du PSU) et des festivals (Festival de Cazals). À Bourges, « La Halle en fête » une manifestation d’ouverture de la saison de la Maison de la Culture va réunir de nombreux artistes pendant trois soirées. Nous sommes au mois de septembre 1976 et l’idée de créer un grand festival germe alors dans l’esprit de Daniel Colling et Alain Meilland. Le Directeur de la Maison de la Culture, Jean-Christophe Dechico laisse carte blanche aux deux hommes qui ont sept mois pour mettre sur pied, avec la complicité de Maurice Frot, le premier festival de la chanson en France : Le Printemps de Bourges. La première édition de cette vitrine des musiques actuelles se tiendra du 6 au 10 avril 1977. Le Printemps de Bourges aura pour sous-titre « Festival Chansons 1 » et ses cofondateurs diront qu’ils veulent « faire de Bourges pour la chanson, ce qu'est le Festival d'Avignon au théâtre et ce qu'est le Festival de Cannes au cinéma ».

### Missions (1981)

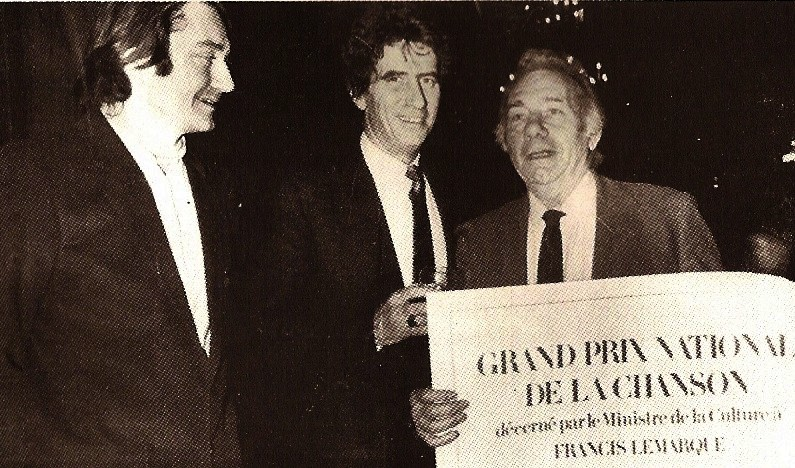
De gauche à droite, Alain Meilland (directeur du Centre Régional de la Chanson de Bourges), Jack Lang (Ministre de la Culture), Francis Lemarque (auteur compositeur interprète) lors de la remise des grands prix du Ministère de la Culture (catégorie chanson) en juin 1982 à l'Opéra de Paris..

Compte tenu de son implication dans la création de ce festival et de son engagement au sein de « Prospective Chanson », Alain Meilland est nommé, par le Ministre de la Culture, membre de la Commission nationale des variétés et du jazz (en 1982) et membre du Conseil supérieur de la musique (en 1983). Dès 1981, Jack Lang, nouveau ministre de la culture lui avait demandé de conduire une mission d’étude intitulée « la place de la chanson dans l’action culturelle », et lorsqu’en novembre 1981 fut annoncée par le ministre la création de quatre centres régionaux pour la chanson en France, la direction de celui de Bourges fut confiée à Alain Meilland.

### Centre régional de la chanson (1982-1987)
Le Centre Régional de la Chanson de Bourges est inauguré le 4 avril 1982 par Maurice Fleuret (Directeur de la Musique et de la Danse au Ministère de la Culture) et par Jacques Rimbault (Député Maire de Bourges). À la tête d’une équipe d’une dizaine de personnes, Alain Meilland dirige cette nouvelle structure en poursuivant, au service de la chanson, les missions qu’il conduisait déjà précédemment au sein du secteur chanson de la Maison de la Culture :
- La création : plusieurs spectacles seront créés par l’équipe du Centre Régional de la Chanson. La plupart seront également présentés lors des différentes éditions du Printemps de Bourges. À l’exemple d’Allumette comédie musicale Rock pour enfants d’Aline Chertier inspirée du conte d’Andersen « la petite fille aux allumettes » qui sera jouée plus de cent fois dans toute la France, ou encore « le Temps des crises » qui permettra à Alain Meilland de partager la scène avec ses complices de la première heure : Michel Grange et Michèle Bernard.
- La diffusion : chaque saison comprend une trentaine de spectacles chanson / rock invités et présentés dans le bulletin d’information du CRC : Refrain.
- L’animation auxquelles se sont ajoutées, à la demande du ministère, les missions de formation et de documentation (archivage). Mais également
- La production : grâce au financement par l’État et les collectivités locales d’un studio d’enregistrement 16 pistes : « le studio 16/18 ». Directement relié à la salle de spectacle du CRC, cette formule permettra l’enregistrement public de nombreux disques et tout particulièrement celui des « Cent Printemps des poètes » créé lors du Printemps de Bourges 1985 à l’initiative de Gérard Pierron. Le disque, dans lequel interviennent également Alain Meilland et Michel Grange obtiendra le Prix de l’Académie Charles-Cros  dans la catégorie « patrimoine » en 1986.

Il conduira cette politique culturelle de 1982 à 1987, tout en restant membre du comité de programmation du Printemps de Bourges. Il entre au conseil d’administration des « Assises Nationales de la Chanson et du Spectacle Vivant » (fusion de Prospective Chanson et d’Action Chanson) regroupant les Centres Régionaux pour la Chanson et les structures culturelles en préfiguration de ce label et constituant le réseau « Chanson en région ».

### Les années «production» (1987-1996)

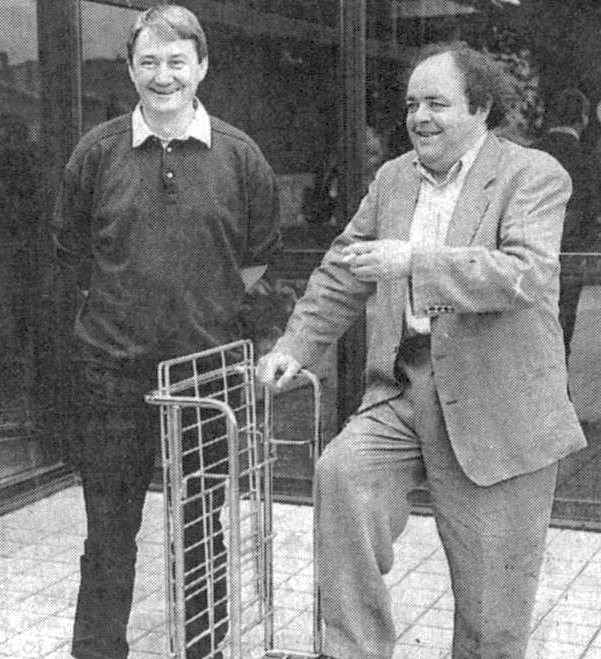
Alain Meilland et Jacques Villeret pendant la tournée de la pièce de Patrick Süskind La Contrebasse en mai 1993.

En 1987, après avoir fêté ses "Vingt ans de Chansons" lors de la sortie du livre L'autre Chemin d'Alain Meilland de Maurice Pollein, Alain Meilland quitte Bourges et la direction du Centre Régional et rejoint, en Bourgogne, Pascal Legros qui a créé le « Centre Interrégional de diffusion culturelle ». Pascal Legros souhaite développer à Paris un catalogue de tournées consacré au one man show et propose à Alain Meilland la direction artistique et technique d’un catalogue chanson qu’il pourra manager depuis la Bourgogne. Les premières tournées concerne la chanson (Catherine Lara 1987 à 1989 et Jean Guidoni 1989) auxquelles succède une première collaboration avec le Théâtre du Splendid (L’ex-femme de ma vie - Josianne Balasko-Richard Berry) conduisant Alain Meilland à quitter la Bourgogne pour s’installer dans un premier temps (fin 1990) dans les bureaux du Théâtre du Splendid à Paris, puis rejoindre la structure créée par Pascal Legros (Baret Diffusion 1991) qui orientera progressivement son activité dans le domaine de la production (pour créer PLP Production en 1994) au sein de laquelle Alain Meilland apportera son concours pour des spectacles de chanson (Génération Brassens – École Alice Dona) de Théâtre (La Contrebasse avec Jacques Villeret) de Café Théâtre (Thé à la Menthe ou thé citron) et d’humour (Muriel Robin – Élie Kakou).

### Souvenirs et solitude à l'Olympia (1992)
Paul Castanier décède le 7 novembre 1991, et les complices de la première heure, Jean-Pierre Moreau, Patrick Font, Philippe Val et Alain Meilland proposent à Jean-Michel Boris de réunir sur la scène de l’Olympia la plupart des artistes que le célèbre « Popaul » a accompagné tout au long de sa carrière. Le 9 février 1992, ils lui rendront un hommage (présenté par José Arthur) sur la scène de l'Olympia avec Jacques Higelin, Georges Moustaki, Rufus, Font et Val, Jacques Serizier, Patrick Siniavine et, bien entendu Léo Ferré dont ce sera l'une des dernières apparitions en public à Paris. Ce jour-là, Alain Meilland chantera sur cette scène mythique. Ce sera aussi la dernière fois qu’il verra Léo Ferré, déjà affaibli par la maladie qui l’emportera le 14 juillet de l’année suivante.
Dans son dernier ouvrage intitulé Je n’suis pas Léo Ferré, Maurice Frot évoquera ces souvenirs avant de décéder le 7 septembre 2004 à l'âge de 76 ans.
Souvenirs et solitude est le titre du livre écrit par Jean Zay, durant son incarcération à la prison de Riom. En juin 1994 Marieke Aucante propose à Alain Meilland d'être la voix de cet homme dans son film "Dans la lumière de Jean Zay" après quoi, lors de l'hommage de la République qui se déroulera à Orléans, en présence de François Mitterrand, Alain Meilland lira des extraits de Souvenirs et solitude.

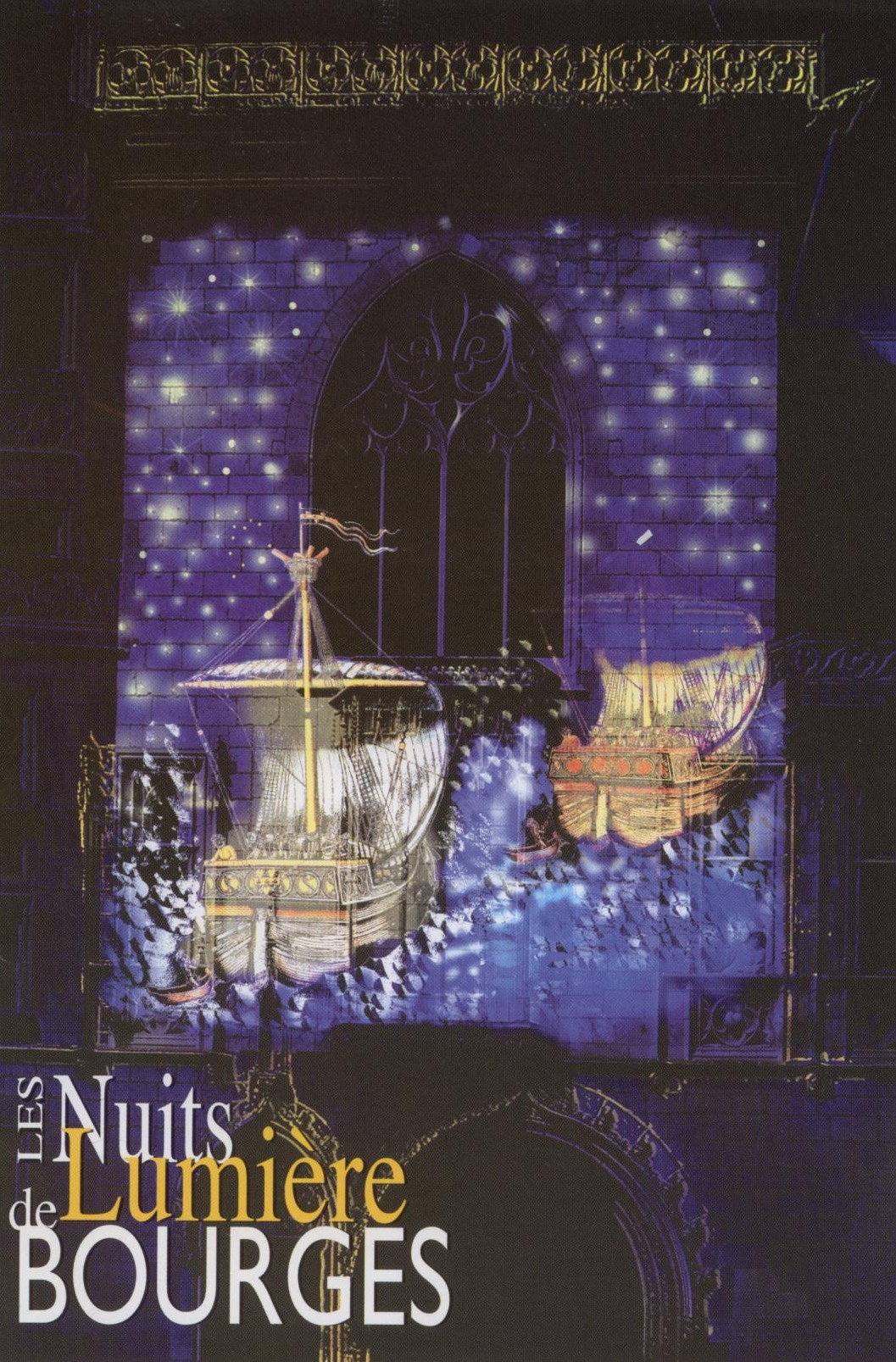
Projection sur la façade du Palais Jacques Cœur au cours des Nuits Lumières de Bourges 2000.

### Retour à Bourges (1996)
Le 1er septembre 1996, Alain Meilland est nommé par le maire de Bourges Serge Lepeltier Directeur de la Culture du Tourisme et du Patrimoine de la ville. Il a la responsabilité de la coordination de l'ensemble des activités culturelles, et de la mise en place de projets importants pour la cité : la programmation des expositions d'art contemporain au Château d'eau-château d'art, la mise en place des Nuits Lumières de Bourges (décembre 2000), la coordination de la Biennale d'Art Contemporain de Bourges (novembre 2002), la construction du nouvel Espace culturel de la Chancellerie "Le Hublot" (ouverture 2005) et du nouveau Conservatoire de Musique et de Danse (ouverture 2007).

### De l'avenir des intermittents et du spectacle vivant (2001-2004)
Toujours très concerné par l'avenir du spectacle vivant, et parallèlement aux fonctions qu'il occupe au sein de la Ville de Bourges, Alain Meilland sera élu à la vice-présidence de l'A.D.A.C.G.V.F. (Association des Directeurs des Affaires Culturelles des Grandes Villes de France)en 2001 et, en 2002 il siègera au conseil d’administration d’A.R.I.A. Association Régionale d’Initiatives Artistiques Orléans/région Centre.
En 2003, sur proposition du Ministère de la Culture, il sera membre du Comité de pilotage de la décentralisation culturelle chargé d’élaborer l’évaluation des sept premiers protocoles de décentralisation culturelle initiés par le Ministère de la Culture en 2001 et 2002.

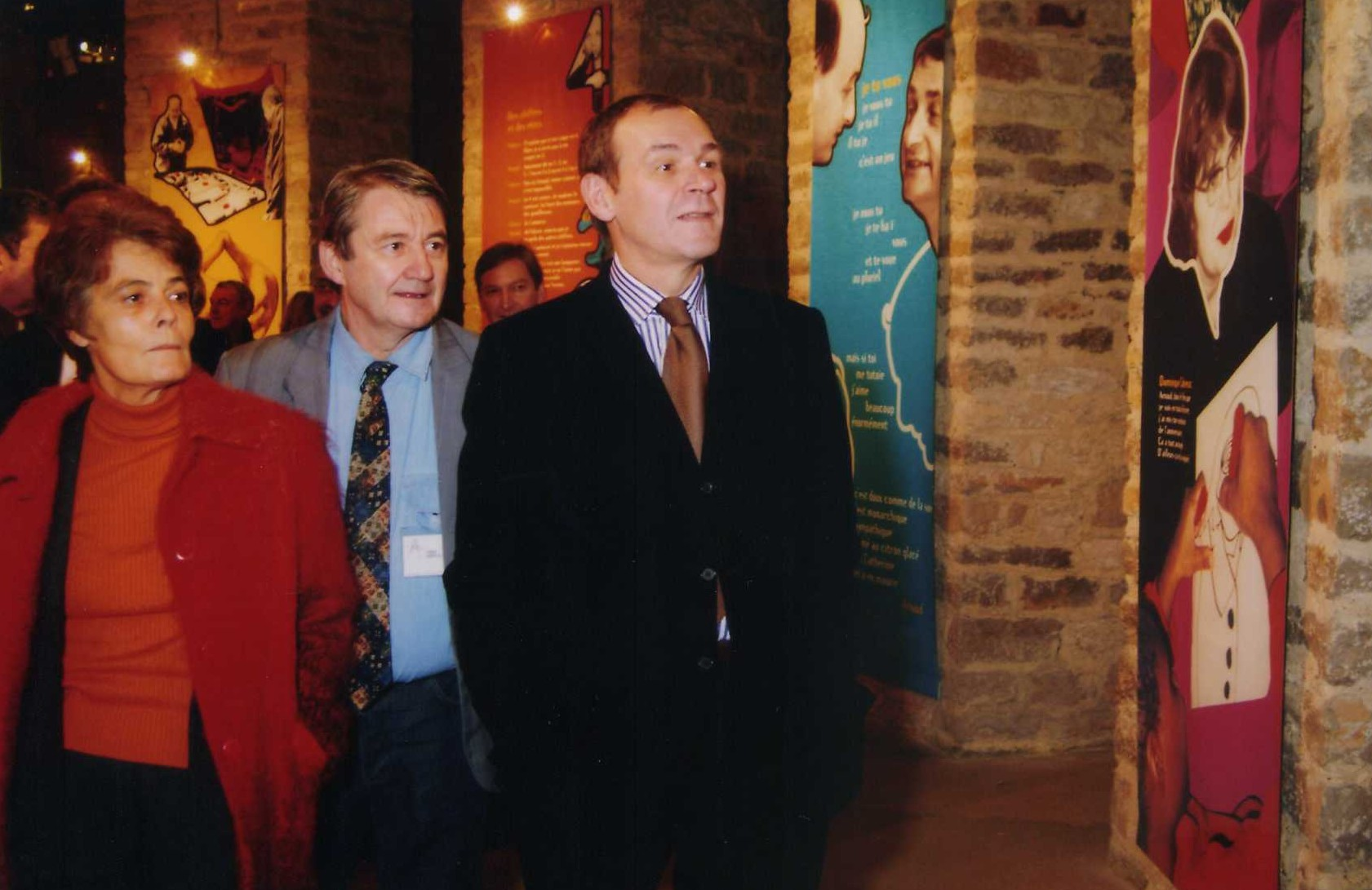
De gauche à droite : Marie Thérèse Brisseau (secrétaire d'État aux personnes handicapées), Alain Meilland (directeur de la Culture à Bourges), Jean Jacques Aillagon (ministre de la Culture) lors de l'inauguration, au Château d'eau-Château d'art, de la manifestation Art Culture et Handicap (19-20-21 octobre 2003).

Mais ses deux principales missions, il les conduira au cours des années 2003 et 2004 en coorganisant avec A.D.C.E.P. (Association pour le Développement de la Création Études et Projets)  les premières « Rencontres Nationales Art Culture et Handicap » (19-20-21 octobre 2003) pour le Ministère de la Culture et le Secrétariat d’État aux personnes handicapées d'une part, et, d'autre part en étant nommé par Jean-Jacques Aillagon, Ministre de la Culture, membre de la commission «Pour un débat national sur l'avenir du spectacle vivant» dite commission Bernard Latajet président de l’Etablissement Public et de la Grande Halle de la Villette. Cette commission sera constituée d'une quinzaine de personnalités du monde culturel chargées d'émettre des propositions sur la difficile question du statut des intermittents du spectacle.

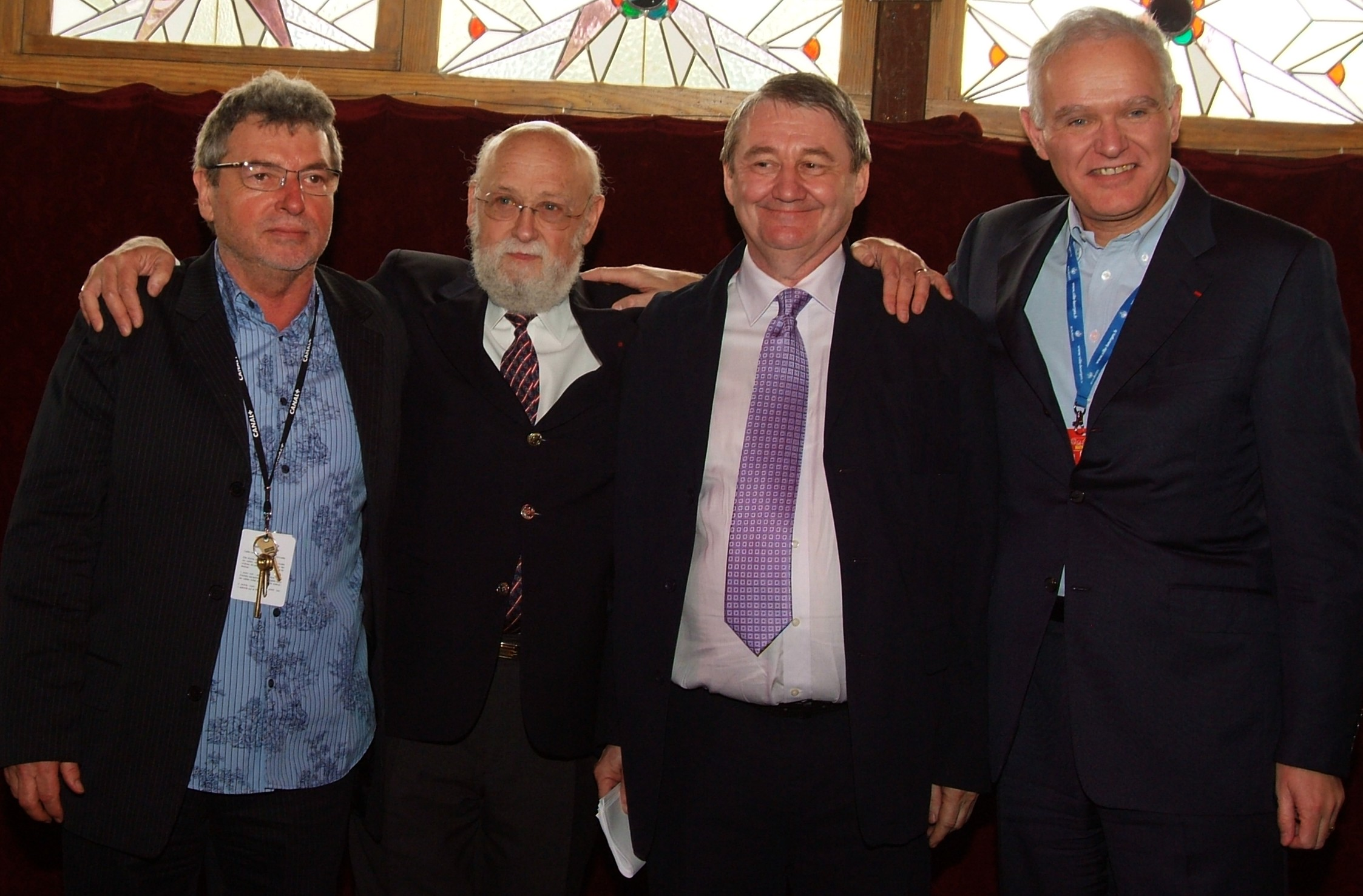
De gauche à droite, Daniel Colling, Jean Michel Boris, Alain Meilland, Serge Lepeltier au Magic Mirrors, printemps de Bourges 2006.

Durant la trentième édition du Printemps de Bourges (avril 2006) il est promu au grade de chevalier dans l’ordre national du Mérite au titre du ministère de la culture et en qualité de comédien-compositeur. Cette distinction qui marque une carrière atypique lui est remise au Magics Mirror par Jean-Michel Boris directeur artistique de l’Olympia, en présence de Serge Lepeltier ancien Ministre de l’écologie et maire de Bourges et de Daniel Colling directeur du Printemps de Bourges et Président du Fonds de soutien à la chanson, la variété et le jazz.

### Retour aux sources (à partir de 2008)
2008 Il quitte son poste à la Ville de Bourges, et rejoint l'équipe d'ABL Conseil-culture, bureau d'étude qui le missionne pour les  contrats culturels de territoire. En même temps, il intervient dans des formations universitaires de management des métiers de la culture sur les thèmes liés aux politiques culturelles territoriales.
Mais Alain Meilland accomplira surtout son véritable retour aux sources du théâtre, en participant avec la Compagnie Cloche Perse  à plusieurs créations théâtrales pour y interpréter, le plus souvent, des auteurs contemporains Philippe Claudel , Jean-Claude Grumberg , Jean-Claude Brisville , Jean-Christophe Rufin , ou encore Eric Emmanuel Schmitt , et parfois classiques Anton Tchekhov .
Retour aux sources de la chanson en réalisant le très vieux rêve d’écrire un des spectacles qui lui tient sans doute le plus à cœur : Léo de Hurlevent , en hommage à Léo Ferré à l’occasion du XXe anniversaire 2012 de la disparition du poète dont il dira « Si, à vingt ans, je n’avais pas rencontré cet homme, ma vie aurait été bien différente ».
Retour enfin, aux sources, de la mise en scène : Au conservatoire de musique et de danse de Bourges, il enseigne le théâtre dans la classe de comédie musicale et assure en 2009  la mise en scène du Roi Soleil, puis, en 2010  celle de Roméo et Juliette. La notion de transmission aux jeunes générations de l’enseignement qu’il a lui-même reçu de Jean Dasté reste pour lui une priorité qu’il partage avec les élèves du conservatoire d’Art dramatique de Tours pour qui il met en scène de "le voyage d’un comédien" qui sera créé dans la salle des festins du Palais Jacques Cœur à Bourges et produit, en 2014  par Double Cœur, qui lui demandera également, en 2015  de rendre, le jour-même de sa panthéonisation, un hommage à Jean Zay en adaptant les textes de  "Souvenirs et solitude"

### Décès (2017)
Alain Meilland meurt en milieu d'après-midi le 15 octobre 2017 à l’âge de 69 ans après avoir fait un malaise en fin de matinée dans les locaux du conseil départemental du Cher, lors de la signature d’une convention culturelle en présence d’une des filles de Jacques Brel.

## Les «Meilland» dans le spectacle
- Le 14 avril 1990, mariage d’Alain Meilland  avec Aline Chertier, peintre et décoratrice de théâtre[42]
- Naissance, à Bourges, le 24 février 1991, de leur fille Delphine Meilland qui s'engage dans une carrière de comédienne au Centre dramatique régional de Tours - théâtre Olympia sous la direction de Jacques Vincey[43].
- Stéphane Scott jeune frère d’Alain Meilland, musicien et compositeur de nombreuses musiques de films réalise les arrangements et l’accompagne dans son spectacle Léo de Hurlevent

## Spectacles «Théâtre et Chansons»
Alain Meilland a participé à différentes créations « Théâtre et chansons » en qualité d'auteur, de compositeur, de comédien et de metteur en scène répertoriées ci-après distributions
- 1965  comédien dans : Nocturne  de Stéphane Duk - troupe Duk - Saint-Étienne -  mise en scène Stéphane Duk -
- 1966  comédien/chanteur dans L'art triche  de Stéphane Duk - troupe Duk - Saint-Étienne - mise en scène Stéphane Duk -
- 1967  comédien dans : Sans Vergogne   d'après Georges Brassens - École d'Art dramatique de Saint-Étienne - mise en scène Chattie Salaman -
- 1967  comédien dans :  Le Revizor   de Nicolas Gogol - Théâtre de l'Est parisien et Comédie de Saint-Étienne - mise en  scène Edmond Tamiz -
- 1968  comédien dans : Le Dragon   d'Evgueni Schwarz - Comédie de Saint-Étienne - mise en scène Antoine Vitez -
- 1968  comédien dans : Le Monte-plats   d'Harold Pinter - Comédie de Saint-Étienne - mise en scène Chattie Salaman -
- 1969  comédien/chanteur dans : L'Opéra des Gueux de John Gay - Comédie de Saint-Étienne - mise en scène Chattie Salaman -
- 1969  comédien dans : Avoir de Julius Hay - Comédie de Saint-Étienne - mise en scène Pierre Vial -
- 1969  comédien/chanteur dans : C'est quand même la fête  - Création collective  - Compagnie Les Mulets (Lyon) -
- 1970  comédien/chanteur dans : Splendeur et misère de Minette la bonne lorraine - de  et mise en scène Jacques Kraemer - Théâtre Populaire de Lorraine -
- 1970  comédien/chanteur dans : C'est quand même la fête  - Création collective  - Compagnie Les Mulets (Lyon) -
- 1970  comédien/chanteur dans : Improésie   - Création collective  - Compagnie Les Mulets (Lyon) -
- 1970  comédien dans : Bérénice- de Jean Racine - Théâtre National Populaire - Mise en scène Roger Planchon -
- 1970  compositeur dans : Jour de Folie- de Maruxa Vilalta - Maison de la culture de Saint-Étienne - Mise en scène Alexandre Arcady -
- 1971  comédien dans : Le chevalier au pilon flamboyant de Francis Beaumont et John Fletcher - Maison de la culture de Bourges - Mise en scène Aristide Démonico -
- 1971  comédien/chanteur dans : La Femme  de et mise en scène Alain Meilland - Maison de la culture de Bourges -
- 1971  comédien dans : Le temps des cerises  création collective - Maison de la culture de Bourges - mise en scène Alexis Tikovoï -
- 1971  chanteur dans : Chansons autour de la Commune  création collective - Maison de la culture de Bourges - mise en scène Alain Meilland -
- 1971  comédien/chanteur dans : Le lac des cygnes  de et mise en scène Alain Meilland - Maison de la culture de Bourges -
- 1971  comédien/chanteur dans : De Terre en Vigne  création collective - Maison de la culture de Bourges - mise en scène Alain Meilland -
- 1971  comédien dans : Soirée Rimbaud  d’après - Arthur Rimbaud - Maison de la culture de Bourges - mise en scène Alain Meilland -
- 1972  chanteur dans : Chansons non stop  création collective - Maison de la culture de Bourges - mise en scène Alain Meilland -
- 1972  comédien dans : La vie de Linda   d’après  Michel Del Castillo - Maison de la culture de Bourges - mise en scène Alain Meilland -
- 1972  chanteur dans : Les Copains d’abord   d’après  Georges Brassens - Maison de la culture de Bourges - mise en scène Alain Meilland -
- 1973 En flagrant délire d’après  John Lennon - Maison de la culture de Bourges - mise en scène Alain Meilland -
- 1973  comédien dans : Les Routes et les Sentiers de la Poésie  d’après  Paul Eluard - Maison de la culture de Bourges - mise en scène Alain Meilland -
- 1973  chanteur dans : Mon Pot’le Gitan  création collective - Maison de la culture de Bourges - mise en scène Alain Meilland -
- 1973  comédien dans : La Servante Maîtresse  opéra de - Jean-Baptiste Pergolèse - Maison de la culture de Bourges - mise en scène Alain Meilland -
- 1973  comédien dans : Stravinsky et le clohard  de et mise en scène Alain Meilland - Maison de la culture de Bourges -
- 1974  comédien dans : Les Pâques à New York- de Blaise Cendrars – Festival Estival de Paris - Mise en scène Alain Meilland -
- 1975  comédien dans : Le Voyage de Blaise Cendrars- d’après Blaise Cendrars – Maison de la culture de Bourges - Mise en scène Alain Meilland -
- 1976  comédien/chanteur dans : Deux mille ans de chansons   création collective - Maison de la culture de Bourges et Printemps de Bourges - mise en scène Alain Meilland -
- 1976  comédien/chanteur dans : Ballade pour un homme béton  création collective - Maison de la culture de Bourges - mise en scène Alain Meilland -
- 1977  comédien/chanteur dans : Blue Jean’Society  - de Patrick Font - Théâtre des dix heures - mise en scène Patrick Font -
- 1978  comédien/chanteur dans : Les Travailleurs de la Nuit  coécrit par Maurice Frot et Alain Meilland - Maison de la culture de Bourges et Printemps de Bourges - mise en scène Alain Meilland -
- 1979  comédien dans : L’Arlequin, l’Ordinateur et le petit lapin  coécrit par Maurice Frot et Alain Meilland - création au Printemps de Bourges - mise en scène Alain Meilland -
- 1979  comédien dans : Sentimentale moi !- d’après Arthur Rimbaud et Samuel Beckett –– Maison de la culture de Bourges - Mise en scène Alain Meilland -
- 1980  comédien/chanteur dans : V.. comme Vian  de Boris Vian - Maison de la culture de Bourges et Printemps de Bourges - mise en scène Alain Meilland -
- 1980  compositeur dans : Innocentines  de René de Obaldia - Maison de la culture de Bourges et Printemps de Bourges - mise en scène André Tavernier -
- 1980  comédien dans : Un cœur sous une soutane  d'Arthur Rimbaud - Maison de la culture de Bourges - mise en scène Alain Meilland -
- 1981  chanteur dans : Le temps des crises  création collective - Maison de la culture de Bourges et Printemps de Bourges - mise en scène Alain Meilland -
- 1981  comédien dans : Victor des Fouilles  montage poétique – Vieille Ville en Fête Bourges - mise en scène Michel Pobeau -
- 1983  comédien /chanteur dans : Allumette  d'Aline Chertier - Maison de la culture de Bourges et Printemps de Bourges - mise en scène Alain Meilland -
- 1984  comédien /chanteur dans : Une journée très peu particulière  de Lucien Vargoz – Centre Régional de la Chanson de Bourges et Printemps de Bourges - mise en scène Lucien Vargoz -
- 1985  chanteur dans : Les Cent Printemps des Poètes  création collective – Centre Régional de la Chanson de Bourges et Printemps de Bourges - mise en scène Gérard Pierron
- 1986 Jenseit’s von Casablanca création collective – Centre Régional de la Chanson de Bourges et Printemps de Bourges - mise en scène Alain Meilland
- 2010  comédien dans : Job  de Jean-Claude Grumberg – Compagnie Cloche Perse Bourges - mise en scène Jean-Claude Dassonneville -
- 2010  comédien dans : Le Fauteuil à Bascule  de Jean-Claude Brisville – Compagnie Cloche Perse Bourges - mise en scène Jean-Claude Dassonneville -
- 2011  comédien/chanteur dans : Poèmes sous les Ponts  d’après Anton Tchekhov – Compagnie Cloche Perse Bourges - mise en scène Jean-Claude Dassonneville -
- 2011  comédien dans : Le Jubilé  d’Anton Tchekhov – Compagnie Cloche Perse Bourges - mise en scène Jean-Claude Dassonneville -
- 2011  comédien dans : Olga  de Jean-Claude Brisville – Compagnie Cloche Perse Bourges - mise en scène Jean-Claude Dassonneville -
- 2011  comédien dans : L’école du Diable  d'Éric-Emmanuel Schmitt – Compagnie Cloche Perse Bourges - mise en scène Jean-Claude Dassonneville -
- 2011  comédien dans : Varye 1870  montage de  textes – Compagnie Cloche Perse Bourges - mise en scène Jean-Claude Dassonneville -
- 2012  comédien dans : Diable y es tu – que fais tu ?  d’après Anton Tchekhov – Compagnie Cloche Perse Bourges - mise en scène Jean-Claude Dassonneville -
- 2012  comédien dans : Ils se sont pourtant aimés  d’après Anton Tchekhov – Compagnie Cloche Perse Bourges - mise en scène Jean-Claude Dassonneville -
- 2012  comédien dans : Les Variations Enigmatiques  d'Éric-Emmanuel Schmitt – Compagnie Cloche Perse Bourges - mise en scène Jean-Claude Dassonneville -
- 2012  comédien/chanteur  dans : Léo de Hurlevent  conception Alain Meilland d’après Léo Ferré – Compagnie des Chansons et des Hommes Bourges - mise en scène Alain Meilland  -
- 2012  comédien dans : La Complainte des Enfermés  conception Alain Meilland d’après Philippe Claudel – Compagnie des Chansons et des Hommes Bourges - mise en scène Alain Meilland  -
- 2014  comédien dans : Le Voyage d’un Comédien   conception Alain Meilland d’après  Jean Dasté – Double Cœur Bourges - mise en scène Alain Meilland  -
- 2015  comédien dans :  Dans la lumière de Jean Zay  conception Alain Meilland d’après Jean Zay – Double Cœur Bourges - mise en scène Alain Meilland  -
- 2015  comédien dans : Le Collier Rouge  d’après Jean-Christophe Rufin – Compagnie Cloche Perse Bourges - mise en scène Jean-Claude Dassonneville -
- 2016 comédien/metteur en scène dans : Les Contes Ecologiques conception Alain Meilland d’après  Pierre Halet – Double Cœur Bourges
- 2017 direction d'acteur dans : La Cavalcade de Claude Gobin conception Jean-Claude Giraudon – Double Cœur Bourges
- 2017 direction d'acteur dans : Voyage au pays où naquit le blues d’après  Alan Lomax – Double Cœur Bourges

## Discographie
- 1974 : Alain Meilland Enregistrement public (album) (33 t)
- 1975 : Meilland chante Frot Castanier (33 t)
- 1976 : La Voix des Mots (33 t)
- 1977 : Mangiamerda (33 t)
- 1978 : Les Travailleurs de la Nuit (K7)
- 1978 : Printemps de Bourges 78 (compilation - double 33 t)
- 1978 : Le Dissident (45 t)
- 1984 : Allumette (album) (33 t)
- 1985 : Allumette (single) (45 t)
- 1986 : Les Cent Printemps des poètes (33 t)
- 2006 : Les dix (premiers) Printemps d'un poète (CD) Alain Meilland (1977-1986)
- 2013 : Léo de Hurlevent : (livre-CD)  enregistrement public d'Alain Meilland chante Léo Ferré)

## Filmographie

### Films de long métrage
- 1971 : Le Cri du cormoran le soir au-dessus des jonques (Michel Audiard) -  fiche technique du film
- 1971 : L'Homme qui rit (Victor Hugo) (Jean Kerchbron) - production ORTF (Ina)  fiche technique du film
- 1973 : Georges Qui ? (Michèle Rosier) - production GO film - France fiche technique du film
- 1978 : La Voix des Mots (Serge Hublin) produit par Boite Magique -  À propos du film La Voix des Mots
- 1994 : Dans la lumière de Jean Zay (Marieke Aucante) produit par Planète

### Documentaires
- 1980 :  La chanson La science La vidéo  (Réalisateur : Serge Hublin) produit par Maison de la Culture de Bourges Tub vidéo
- 2012 :  Mémoire vidéo de la Maison de la Culture de Bourges : interview d'Alain Meilland   (Réalisateur : CICLIC Pôle Patrimoine)

## Les entretiens: Alain Meilland raconte
Du 17 au 27 juin 2012, le journal Le Berry républicain invite Alain Meilland à raconter ses souvenirs dans une série de onze articles, entretiens avec les journalistes Dominique Delajot et Marie-José Ballista enregistrés en vidéo et consultables à partir des liens externes suivants :
- No 1 - Jacques Brel et la troupe Rive Gauche  personnalités évoquées : Jacques Brel 17/06/2012
- No 2 - Et Bernard Ouillon est devenu Bernard Lavilliers personnalités évoquées : Bernard Lavilliers 18/06/2012
- No 3 (1/2) - Léo Ferré la rencontre déterminante personnalités évoquées : Léo Ferré 19/06/2012
- No 3 (2/2) - sur la scène de l’Olympia personnalités évoquées : Paul Castanier - Léo Ferré 19/06/2012
- No 4 - Le premier Printemps de Bourges en 1977 personnalités évoquées : Leny Escudero - Paul Castanier - Jacques Higelin - Charles Trenet -  20/06/2012
- No 5 - Renaud l’écorché et Lara l'attachante personnalités évoquées : Catherine Lara - Renaud -  21/06/2012
- No 6 - Les tournées du Splendid personnalités évoquées : Muriel Robin - Josiane Balasko - Richard Berry - Théâtre du Splendid -  22/06/2012
- No 7 - Les tournées (suite) un type extraordinaire mais malheureux personnalités évoquées : Jacques Villeret -  23/06/2012
- No 8 - Les tournées (suite) une femme qui tricotait son trac personnalités évoquées : Barbara -  24/06/2012
- No 9 - Les poètes et les écrivains personnalités évoquées : Eugène Bizeau - Maurice Frot - Louis Aragon - Gérard Pierron -  25/06/2012
- No 10 - La politique sans les paillettes personnalités évoquées : Jack Lang - : Alain Calmat - 26/06/2012
- No 11 - L’hommage de la République personnalités évoquées : Jean Zay - : François Mitterrand - 27/06/2012

## Vidéos
- 1978 : La poésie et sa mise en musique -1/4-
- 1978 : Les mots sont de la musique -2/4-
- 1978 : À l'école de la poésie -3/4-
- 1978 : Interpréter la poésie -4/4-
- 1984 : Une journée très peu particulière
- 1987 : Vingt ans de chansons
- 2009 : Décès d'Alain Bashung

## Livres sources

### Livres comprenant des textes d'Alain Meilland
- 1975 : Trois plus Une (Textes de Maurice Frot illustrations Aline Chertier) (éditions Azergues)
- 1981 : Dix ans de création à Bourges (par Alain Meilland) (édition Maison de la Culture de Bourges)
- 1983 : Anthologie des poètes de la région Centre (par Benoit Crozet-Kriguel) (éditions Libres)
- 1987 : L'autre chemin d'Alain Meilland par Maurice Pollein (éditions Azergues)
- 1999 : Commémorer : pour quoi ? comment ? (éditions de la fédération des maisons d'écrivains et des patrimoines littéraires)
- 2005 : Demain quel tourisme pour quels territoires urbains ? - actes du colloque - Conférence permanente du tourisme urbain.
- 2011 : Mes amis d'un soir (de Michel Berthod), préface Alain Meilland, éditions Elvézir.
- 2012 : Léo de Hurlevent raconté par Alain Meilland dans une mise en récit de Gilles Magréau (éditions Des Chansons et des Hommes accompagné par Les Mille Univers) Livre accompagné d'un CD de 18 chansons de Léo Ferré interprétées par Alain Meilland et accompagnées par Stéphane Scott.
- 2015 : Des mots pour Léo   par Christian Martinon et Michel Kolb (Khôm) - (éditions Les Amis de la Butte) Textes de nombreux artistes ayant participé au festival de Gourdon (Lot) en hommage à Léo Ferré

### Revues comprenant des articles d'Alain Meilland
- Mars 1982 : Refrain no 1 (journal du Centre Régional de la Chanson de Bourges) Quatre Centres pour la chanson.
- Avril 1982 : Refrain no 2 (journal du Centre Régional de la Chanson de Bourges) Les statuts du CRC.
- Juin 1982 : Refrain no 3 (journal du Centre Régional de la Chanson de Bourges) Tête d'affiche de Patrick Ullmann une exposition/un livre.
- Octobre 1982 : Refrain no 4 (journal du Centre Régional de la Chanson de Bourges) Saison 82/83.
- Novembre 1982 : Refrain no 5 (journal du Centre Régional de la Chanson de Bourges) Le temps des Crises.
- Février 1983 : Refrain no  spécial (journal du Centre Régional de la Chanson de Bourges) Images et Chansons. réalisé avec le Centre Georges Pompidou/Beaubourg.
- Avril 1983 : Refrain no 6 (journal du Centre Régional de la Chanson de Bourges) Allumette.
- Septembre 1983 : Refrain no  spécial (journal du Centre Régional de la Chanson de Bourges) Chanson et immigration.
- Décembre 1983 : Refrain no 7 (journal du Centre Régional de la Chanson de Bourges) Chanson en région Centre.
- Mars 1984 : Refrain no 8 (journal du Centre Régional de la Chanson de Bourges) En avant la zizique.
- Juin 1984 : Refrain no 9 (journal du Centre Régional de la Chanson de Bourges) Avec le Printemps !…
- Avril 1985 : Refrain no 10 (journal du Centre Régional de la Chanson de Bourges) Les cent printemps des poètes.
- Avril 1986 : Refrain no 11 (journal du Centre Régional de la Chanson de Bourges) Atelier-Workshop - chanson franco-allemand.
- Juillet/août 1985 : Paroles et Musique no 51 spécial Léo Ferré, article « Le théâtre de Léo » par Alain Meilland

## Articles de presse
- « La marge c'est difficile », Le Monde libertaire, 21 décembre 1978.
- Claude Fléouter, « Caf'Conc'Futur », Le Monde, 1er avril 1985.

### Livres comprenant des témoignages sur Alain Meilland
- 1982 : Tête d'affiche (par Patrick Ullmann) (éditeur Plasma Clémence) (préface de Maurice Fleuret avant propos de Jean-Louis Foulquier)
- 1983 : La chanson en région, publié par les Assises Nationales pour la Chanson.
- 1985 : Bourges une affaire de cœur de René Ballet - éditions Messidor - Préface de Jacques Rimbault -
- 1986 : Histoire d'un Printemps (par Pierre Favre et Christian Pirot) (édition Christian Pirot)
- 1986 : Dix Printemps pour la chanson de Patrick Martinat et Raymond Kot (édition du Berry) préface de Renaud -
- 1987 : L'album (édition 87) Le Printemps de Bourges
- 1996 : Chroniques des musiques d'aujourd'hui : Le Printemps de Bourges (par Stéphane Davet et Franck Tenaille) édition et collection Découvertes Gallimard.
- 1996 : Léo Ferré - Une vie d'artiste (par Robert Belleret) (éditions Acte Sud)
- 2001 : Je n'suis pas Léo Ferré (par Maurice Frot) (éditions fil d'ariane)
- 2001 : Histoire de Bourges au XXe siècle (tome 3 - 1970 à 2001) par Roland Narboux (éditions Royer)
- 2002 : Scènes, rues et coulisses : Le Printemps de Bourges (par Daniel Colling et Philippe Magnier) Éditions du Garde-Temps (avec France Bleu).
- 2003 : Olympia 50 ans de Music-Hall (de Jean-Michel Boris - Jean-François Brieu - Eric Didi) (éditions hors collection)
- 2005 : La chanson de Paris (de Jean Lapierre) (Aumage éditions collection l'Air des chants) préface Georges Moustaki
- 2007 : L'extravagante épopée du Printemps de Bourges (par Bertrand Dicale) éditions Hugo et Compagnie
- 2010 : Les vies liées de Lavilliers (par Michel Kemper) éditions Flammarion
- 2013 : Dix ans déjà (2003-2013) (éditions Double-Cœur)
- 2014 : Mes années Serize (par Nathalie Solence) éditions l'Harmattan, collection cabaret
- 2014 : Charly N° 7099 -première partie "famille d'écueils"- Gilles Magréau et Charles Oostenbroek (éditions J.P.S.) biographie romancée.